# Schloßberg 28 (Quedlinburg)

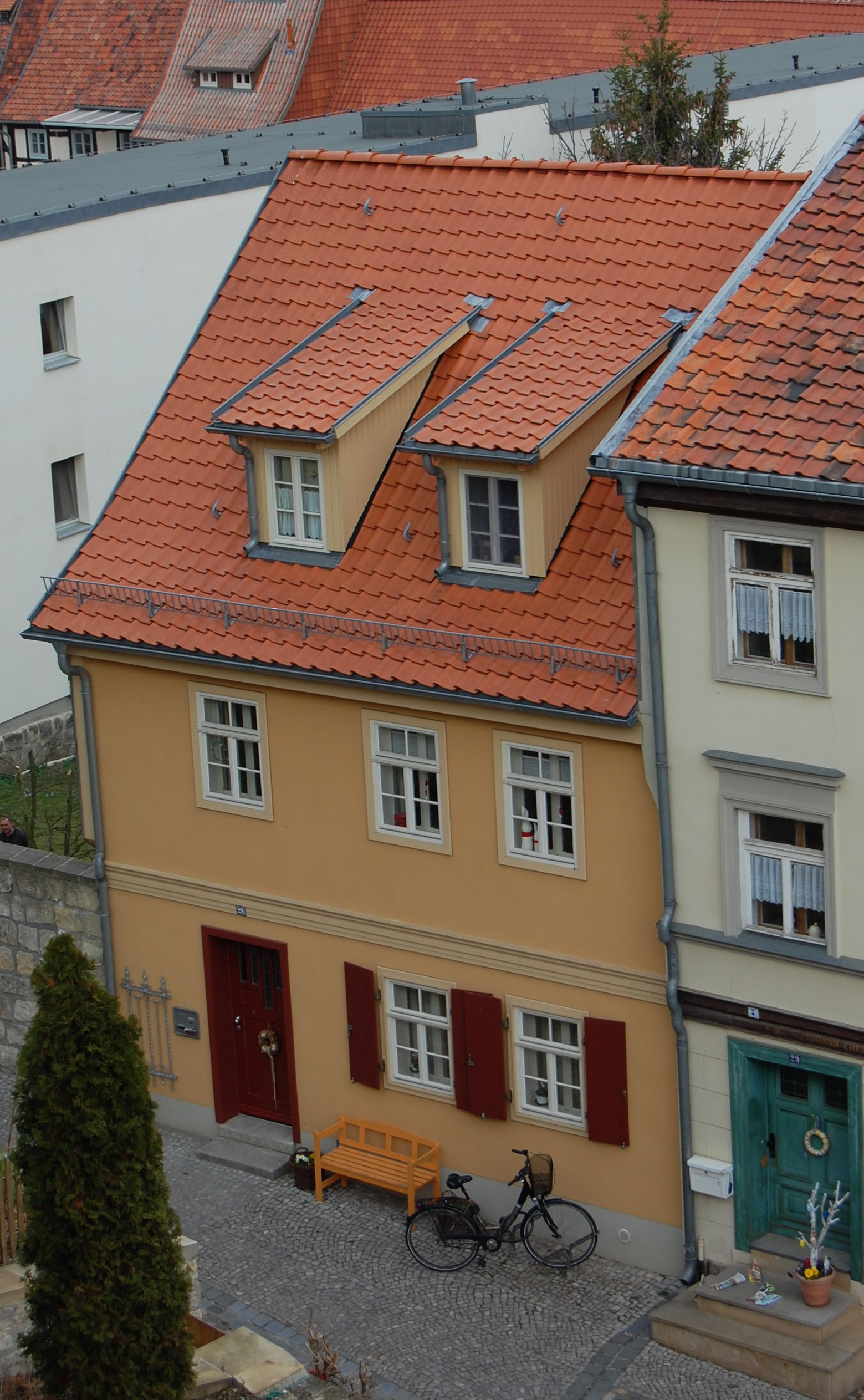
Haus Schloßberg 28

Das Haus Schloßberg 28 ist ein ehemals denkmalgeschütztes Gebäude in der Stadt Quedlinburg in Sachsen-Anhalt.

## Lage
Es befindet sich nordöstlich des Quedlinburger Schloßbergs. Unmittelbar östlich grenzt das denkmalgeschützte Haus Schloßberg 29 an.

## Architektur und Geschichte
Das zweigeschossige Fachwerkhaus entstand vermutlich um 1730. Im 19. Jahrhundert erfolgte ein Umbau. Die Fassade ist verputzt. Die Schwelle ist mit einem Karniesprofil verziert. Das Gebäude war unter der Erfassungsnummer 094 46518 als Wohnhaus im Quedlinburger Denkmalverzeichnis eingetragen. Etwa Anfang des 21. Jahrhunderts erfolgte eine Sanierung. Hierbei erhielt das Haus zwei Dachgauben. Der Denkmalschutzeintrag wurde jedoch gelöscht.